# Chajim Kohen
Chajim Herman Kohen (hebrejsky: חיים הרמן כהן, žil 11. března 1911 – 10. dubna 2002) byl izraelský právník a politik.

## Biografie
Narodil se v německém Lübecku do religiózní rodiny a během svého mládí byl předsedou hamburské pobočky World Agudat Jisra'el. V roce 1930 podnikl aliju do britské mandátní Palestiny a studoval na ješivě Merkaz ha-rav. Působil rovněž jako chazan v Me'a Še'arim. Později se vrátil zpět do Německa, kde vystudoval právo na Frankfurtské univerzitě. Do mandátní Palestiny se vrátil již jako doktor práv. V roce 1936 získal právnické osvědčení a téhož roku si v Jeruzalémě otevřel právnickou kancelář.
Po založení Izraele byl jmenován manažerem na právním odboru ministerstva spravedlnosti a později se stal státním prokurátorem. V roce 1949 byl jmenován generálním ředitelem na ministerstvu spravedlnosti a o rok později generálním prokurátorem. Z pozice generálního prokurátora se rozhodl obžalovat Malchiela Gruenwalda v soudním procesu s Rudolfem Kastnerem.
V roce 1952 se jako nestraník stal ministrem spravedlnosti, avšak v tomto postu setrval pouze tento rok. V roce 1960 byl jmenován soudcem Nejvyššího soudu, kde působil až do svého odchodu do penze v roce 1981.
Mimo působení v oblasti práva byl též hostujícím přednášejícím na právnických fakultách Telavivské univerzity (1956–1969) a Hebrejské univerzity v Jeruzalémě (1954–1976). Působil taktéž jako zástupce Izraele v Radě OSN pro lidská práva a byl členem Mezinárodního soudního dvoru v Haagu. Byl také členem hnutí „T'chila“ pro izraelský židovský sekularismus.
V roce 1980 mu byla udělena Izraelská cena za přínos v oblasti práva a mimo to mu byly uděleny čestné doktoráty na řadě amerických univerzit, včetně Georgetown University. Napsal pět knih, včetně The Trial and Death of Jesus (1968), ve které tvrdil, že to byli Římané a ne Sanhedrin, kdo soudil a popravil Ježíše Nazaretského.
Zemřel v roce 2002 a je pochován na jeruzalémském hřbitově Har ha-Menuchot. Předseda Nejvyššího soudu Aharon Barak jej popsal jako jednoho ze zakladatelů izraelského práva.

## Dílo
Mezi Kohenova vybraná díla patří:
- COHN, Haim. The Trial and Death of Jesus. [s.l.]: Ktav Pub Inc, 1980. ISBN 0870684329.
- COHN, Haim Hermann; SHOHAM, S. Giora. Of Law and Man: Essays in Honor of Haim H. Cohn : Under the Auspices of the. [s.l.]: Sabra Books, 1971. 387 s. Dostupné online. ISBN 0876310447.